# Feyenoord Rotterdam 2024-2025
Questa voce raccoglie le informazioni riguardanti il Feyenoord Rotterdam nelle competizioni ufficiali della stagione 2024-2025.

## Maglie e sponsor
Lo sponsor tecnico per la stagione 2024-2025 è Castore, mentre lo sponsor ufficiale è MediaMarkt. La divisa casalinga è composta dalla classica maglietta bianca e rossa, con pantaloncini e calzettoni neri.
| Casa | Trasferta | Terza divisa |

## Rosa
Aggiornata al 6 febbraio 2025  
| N. |                          | Ruolo | Calciatore           |
| -- | ------------------------ | ----- | -------------------- |
| 1  | Paesi Bassi (bandiera)   | P     | Justin Bijlow        |
| 2  | Paesi Bassi (bandiera)   | D     | Bart Nieuwkoop       |
| 3  | Paesi Bassi (bandiera)   | D     | Thomas Beelen        |
| 4  | Paesi Bassi (bandiera)   | D     | Lutsharel Geertruida |
| 4  | Corea del Sud (bandiera) | C     | Hwang In-beom        |
| 5  | Paesi Bassi (bandiera)   | D     | Gijs Smal            |
| 7  | Polonia (bandiera)       | C     | Jakub Moder          |
| 6  | Algeria (bandiera)       | C     | Ramiz Zerrouki       |
| 8  | Paesi Bassi (bandiera)   | C     | Quinten Timber ()    |
| 9  | Giappone (bandiera)      | A     | Ayase Ueda           |
| 10 | Paesi Bassi (bandiera)   | C     | Calvin Stengs        |
| 11 | Paesi Bassi (bandiera)   | D     | Quilindschy Hartman  |
| 14 | Brasile (bandiera)       | A     | Igor Paixão          |
| 15 | Perù (bandiera)          | D     | Marcos López         |
| 15 | Uruguay (bandiera)       | D     | Facundo González     |
| 16 | Spagna (bandiera)        | D     | Hugo Bueno           |
| 17 | Croazia (bandiera)       | C     | Luka Ivanušec        |
| 18 | Austria (bandiera)       | D     | Gernot Trauner       |
| 19 | Argentina (bandiera)     | A     | Julián Carranza      |
| 20 | Costa Rica (bandiera)    | D     | Jeyland Mitchell     |
| 21 | Norvegia (bandiera)      | D     | Marcus Pedersen      |
| 21 | Bulgaria (bandiera)      | P     | Plamen Andreev       |

| N. |                           | Ruolo | Calciatore          |
| -- | ------------------------- | ----- | ------------------- |
| 22 | Germania (bandiera)       | P     | Timon Wellenreuther |
| 23 | Algeria (bandiera)        | A     | Anis Hadj Moussa    |
| 24 | Paesi Bassi (bandiera)    | C     | Gjivai Zechiël      |
| 25 | Slovacchia (bandiera)     | A     | Leo Sauer           |
| 25 | Paesi Bassi (bandiera)    | C     | Shiloh 't Zand      |
| 26 | Paesi Bassi (bandiera)    | D     | Givairo Read        |
| 27 | Paesi Bassi (bandiera)    | C     | Antoni Milambo      |
| 28 | Paesi Bassi (bandiera)    | D     | Neraysho Kasanwirjo |
| 28 | Marocco (bandiera)        | C     | Oussama Targhalline |
| 29 | Messico (bandiera)        | A     | Santiago Giménez    |
| 30 | Argentina (bandiera)      | C     | Ezequiel Bullaude   |
| 30 | Svizzera (bandiera)       | D     | Jordan Lotomba      |
| 32 | Rep. Ceca (bandiera)      | C     | Ondřej Lingr        |
| 33 | Slovacchia (bandiera)     | D     | Dávid Hancko        |
| 34 | Costa d'Avorio (bandiera) | C     | Chris-Kévin Nadje   |
| 37 | Paesi Bassi (bandiera)    | A     | Jaden Slory         |
| 38 | Ghana (bandiera)          | A     | Ibrahim Osman       |
| 39 | Irlanda (bandiera)        | P     | Liam Bossin         |
| 41 | Paesi Bassi (bandiera)    | P     | Mannou Berger       |
| 49 | Paesi Bassi (bandiera)    | A     | Zepiqueno Redmond   |
| 57 | Paesi Bassi (bandiera)    | A     | Aymen Sliti         |

## Calciomercato

### Sessione estiva
| Acquisti         | Acquisti            | Acquisti           | Acquisti                   |
| R.               | Nome                | da                 | Modalità                   |
| ---------------- | ------------------- | ------------------ | -------------------------- |
| C                | Hwang In-beom       | Stella Rossa       | definitivo (7 milioni €)   |
| C                | Ondřej Lingr        | Slavia Praga       | definitivo (4 milioni €)   |
| A                | Anis Hadj Moussa    | Patro Eisden       | definitivo (3,5 milioni €) |
| D                | Jeyland Mitchell    | Alajuelense        | definitivo (2,5 milioni €) |
| D                | Jordan Lotomba      | Nizza              | definitivo (2.2 milioni €) |
| P                | Plamen Andreev      | Levski Sofia       | definitivo (1,2 milioni €) |
| D                | Facundo González    | Juventus           | prestito (500 mila €)      |
| C                | Chris-Kévin Nadje   | Versailles         | definitivo (500 mila €)    |
| A                | Devin Haen          | De Graafschap      | definitivo (150 mila €)    |
| D                | Gijs Smal           | Twente             | gratuito                   |
| A                | Julián Carranza     | Philadelphia Union | gratuito                   |
| A                | Ibrahim Osman       | Brighton           | prestito                   |
| D                | Hugo Bueno          | Wolverhampton      | prestito                   |
| Altre operazioni |                     |                    |                            |
| R.               | Nome                | da                 | Modalità                   |
| D                | Marcus Pedersen     | Sassuolo           | fine prestito              |
| P                | Patrik Wålemark     | Heerenveen         | fine prestito              |
| D                | Ezequiel Bullaude   | Boca Juniors       | fine prestito              |
| D                | Neraysho Kasanwirjo | Rapid Vienna       | fine prestito              |
| D                | Neraysho Kasanwirjo | Rapid Vienna       | fine prestito              |
| D                | Mimeirhel Benita    | Excelsior          | fine prestito              |
| A                | Ilias Sebaoui       | Dordrecht          | fine prestito              |
| D                | Ramon Hendriks      | Vitesse            | fine prestito              |
| D                | Antef Tsoungui      | Dordrecht          | fine prestito              |
| D                | Lennard Hartjes     | Excelsior          | fine prestito              |
| P                | Thijs Jansen        | Dordrecht          | fine prestito              |

| Cessioni         | Cessioni             | Cessioni        | Cessioni                   |
| R.               | Nome                 | a               | Modalità                   |
| ---------------- | -------------------- | --------------- | -------------------------- |
| C                | Mats Wieffer         | Brighton        | definitivo (32 milioni €)  |
| D                | Lutsharel Geertruida | RB Lipsia       | definitivo (20 milioni €)  |
| C                | Ondřej Lingr         | Slavia Praga    | definitivo (2,2 milioni €) |
| D                | Marcus Pedersen      | Torino          | prestito (1 milione €)     |
| D                | Ramon Hendriks       | Stoccarda       | definitivo (1 milione €)   |
| D                | Lennard Hartjes      | Excelsior       | definitivo (250 mila €)    |
| P                | Thijs Jansen         | Cambuur         | definitivo (150 mila €)    |
| A                | Leo Sauer            | NAC Breda       | prestito                   |
| D                | Marcos López         | Copenaghen      | prestito                   |
| P                | Patrik Wålemark      | Lech Poznań     | prestito                   |
| D                | Ezequiel Bullaude    | Fortuna Sittard | prestito                   |
| C                | Thomas van den Belt  | Castellón       | prestito                   |
| D                | Neraysho Kasanwirjo  | Rangers         | prestito                   |
| D                | Mimeirhel Benita     | Heracles Almelo | prestito                   |
| A                | Ilias Sebaoui        | Heerenveen      | prestito                   |
| D                | Antef Tsoungui       | OH Lovanio      | prestito                   |
| A                | Devin Haen           | Dordrecht       | prestito                   |
| P                | Mikki van Sas        | Vitesse         | prestito                   |
| A                | Alireza Jahanbakhsh  |                 | svincolato                 |
| P                | Kōstas Lamprou       |                 | svincolato                 |
| Altre operazioni |                      |                 |                            |
| R.               | Nome                 | da              | Modalità                   |
| A                | Yankuba Minteh       | Newcastle Utd   | fine prestito              |
| C                | Ondřej Lingr         | Slavia Praga    | fine prestito              |

### Sessione invernale
| Acquisti         | Acquisti            | Acquisti        | Acquisti                   |
| R.               | Nome                | da              | Modalità                   |
| ---------------- | ------------------- | --------------- | -------------------------- |
| A                | Stéphano Carrillo   | Santos Laguna   | definitivo (2,5 milioni €) |
| C                | Jakub Moder         | Brighton        | definitivo (1,5 milioni €) |
| C                | Oussama Targhalline | Le Havre        | definitivo (450 mila €)    |
| P                | Liam Bossin         | Dordrecht       | prestito                   |
| Altre operazioni |                     |                 |                            |
| R.               | Nome                | da              | Modalità                   |
| P                | Patrik Wålemark     | Lech Poznań     | fine prestito              |
| C                | Shiloh 't Zand      | Heracles Almelo | fine prestito              |

| Cessioni         | Cessioni         | Cessioni         | Cessioni                   |
| R.               | Nome             | a                | Modalità                   |
| ---------------- | ---------------- | ---------------- | -------------------------- |
| A                | Santiago Giménez | Milan            | definitivo (32 milioni €)  |
| P                | Patrik Wålemark  | Lech Poznań      | definitivo (1,8 milioni €) |
| C                | Gjivai Zechiël   | Sparta Rotterdam | prestito                   |
| Altre operazioni |                  |                  |                            |
| R.               | Nome             | da               | Modalità                   |

## Risultati

### Eredivisie

#### Girone di andata
| Arbitro: | Higler |

|             |           |            |
| Milambo 12’ | Marcatori | 82’ Vaesen |

| Arbitro: | Nijhuis |

|             |           |                                                  |
| Krăstev 87’ | Marcatori | 4’ Paixão 46’ Stengs 51’ Hancko 68’, 71’ Giménez |

| Arbitro: | Bos |

|            |           |               |
| Neghli 34’ | Marcatori | 60’ Q. Timber |

| Arbitro: | Makkelie |

|  |           |                       |
|  | Marcatori | 6’ K. Taylor 25’ Hato |

| Arbitro: | Makkelie |

|                     |           |                                  |
| Willumsson 81’, 92’ | Marcatori | 33’ (aut.) Van Bergen 70’ Paixão |

| Arbitro: | Van der Eijk |

|                               |           |  |
| Ueda 34’ Q. Timber 74’ (rig.) | Marcatori |  |

| Arbitro: | Nijhuis |

|            |           |             |
| Hansen 34’ | Marcatori | 88’ Lotomba |

| Arbitro: | Gözübüyük |

|                    |           |            |
| Ueda 28’ Hwang 43’ | Marcatori | 79’ Steijn |

| Arbitro: | van den Kerkhof |

|               |           |                                                           |
| Edvardsen 22’ | Marcatori | 15’ Osman 22’ Milambo 44’ Q. Timber 58’ Ueda 77’ Carranza |

| Arbitro: | Lindhout |

|  |           |                            |
|  | Marcatori | 12’ Carranza 54’ Q. Timber |

| Arbitro: | Higler |

|                                         |           |                          |
| Wolfe 61’ (aut.) Ivanušec 63’ Osman 82’ | Marcatori | 43’ Parrott 63’ Meerdink |

| Arbitro: | Nagtegaal |

|           |           |                                                  |
| Hansen 8’ | Marcatori | 3’ Hwang 10’ Zerrouki 70’ Beelen 78’ Hadj Moussa |

| Arbitro: | Manschot |

|                                         |           |  |
| Carranza 24’ Hadj Moussa 34’ Paixão 78’ | Marcatori |  |

| Arbitro: | van der Laan |

|             |           |             |
| Giménez 81’ | Marcatori | 33’ Adewoye |

| Arbitro: | Nijhuis |

|                       |           |                                              |
| Zawada 12’ Oukili 72’ | Marcatori | 24’ (aut.) Oukili 49’ Hadj Moussa 74’ Paixão |

| Arbitro: | Makkelie |

|                                                                 |           |                     |
| Giménez 32’, 36’ (rig.), 45+2’ Hancko 49’ Podgoreanu 90’ (aut.) | Marcatori | 43’ Zand 73’ Hoogma |

| Arbitro: | Gözübüyük |

|                                     |           |  |
| Lang 19’ L. de Jong 27’ Tillman 63’ | Marcatori |  |

#### Girone di ritorno
| Arbitro: | Nijhuis |

|                    |           |                             |
| Giménez 81’ (rig.) | Marcatori | 60’ Vesterlund 65’ Aaronson |

| Arbitro: | Makkelie |

|           |           |              |
| Bosch 76’ | Marcatori | 45+2’ Paixão |

| Arbitro: | Manschot |

|                         |           |         |
| Carranza 33’ Hancko 90’ | Marcatori | 6’ Brym |

| Arbitro: | Makkelie |

|                          |           |               |
| Brobbey 37’ Taylor 90+4’ | Marcatori | 67’ Q. Timber |

| Arbitro: | Gözübüyük |

|                                                   |           |  |
| Q. Timber 35’ (rig.) Hadj Moussa 85’ Paixão 90+2’ | Marcatori |  |

| Breda 15 febbraio 2025, ore 18:45 CET 23ª giornata | NAC Breda | 0 – 0 referto | Feyenoord | Stadio Rat Verlegh (18 888 spett.)\| Arbitro: \| Higler \| |
| Arbitro:                                           | Higler    |               |           |                                                            |

| Rotterdam 1º marzo 2025, ore 21:00 CET 24ª giornata | Feyenoord | 0 – 0 referto | N.E.C. | De Kuip (47 500 spett.)\| Arbitro: \| Dieperink \| |
| Arbitro:                                            | Dieperink |               |        |                                                    |

| Arbitro: | Nagtegaal |

|                                           |           |                |
| Hadj Moussa 10’ Paixão 33’, 82’ Osman 90’ | Marcatori | 37’ Schreuders |

| Arbitro: | Gözübüyük |

|                        |           |                                              |
| Steijn 41’ (rig.), 71’ | Marcatori | 10’, 23’ Ueda 14’, 53’, 62’ Paixão 90’ Sliti |

| Arbitro: | Nijhuis |

|                                             |           |                            |
| Moder 33’ (rig.) Hadj Moussa 57’ Paixão 74’ | Marcatori | 45+2’ Edvardsen 61’ Antman |

| Arbitro: | Manschot |

|  |           |                        |
|  | Marcatori | 32’ (aut.) Buurmeester |

| Arbitro: | Bos |

|  |           |                       |
|  | Marcatori | 58’, 65’ (rig.) Moder |

| Arbitro: | Higler |

|                                      |           |  |
| Ueda 14’ Milambo 22’ Paixão 25’, 79’ | Marcatori |  |

| Arbitro: | Lindhout |

|               |           |                                          |
| Kulenović 73’ | Marcatori | 9’, 36’ Hadj Moussa 45+2’ Hwang 78’ Read |

| Arbitro: | Makkelie |

|                    |           |                             |
| Paixão 5’ Read 10’ | Marcatori | 50’ Perišić 73’, 90+9’ Lang |

| Arbitro: | Nagtegaal |

|                       |           |  |
| Paixão 45+4’ Ueda 69’ | Marcatori |  |

| Arbitro: | Manschot |

|                              |           |  |
| Petrov 4’ Luković 29’ (rig.) | Marcatori |  |

### KNVB beker
| Arbitro: | Nagtegaal |

|                 |           |                 |
| Silva Timas 74’ | Marcatori | 3’, 56’ Redmond |

| Arbitro: | Van der Eijk |

|             |           |                                     |
| Kariouh 43’ | Marcatori | 4’, 40’ Giménez 7’ Read 90+3’ Osman |

| Arbitro: | Van Boekel |

|                     |           |  |
| Bakayoko 8’ Til 68’ | Marcatori |  |

### Supercoppa olandese
| Arbitro: | Manschot |

|                                            |                      |                                                          |
| Lang 9’ L. de Jong 48’, 80’ (rig.) Til 65’ | Marcatori            | 29’ (rig.), 54’ (rig.) Giménez 33’ Nieuwkoop 72’ Milambo |
| Pepi Bakayoko Til Tillman                  | Tiri di rigore 2 – 4 | Geertruida Ueda Hancko Ivanušec                          |

### UEFA Champions League

#### Fase campionato
| Arbitro: | Massa |

|  |           |                                                     |
|  | Marcatori | 5’, 36’ Wirtz 30’ Grimaldo 44’ (aut.) Wellenreuther |

| Arbitro: | Schnyder |

|                              |           |                                                  |
| D. López 19’ Van de Beek 73’ | Marcatori | 23’ (aut.) Herrera 33’ Milambo 79’ (aut.) Krejčí |

| Arbitro: | Umut Meler |

|                |           |                             |
| Aktürkoğlu 66’ | Marcatori | 12’ Ueda 33’, 90+2’ Milambo |

| Arbitro: | Rumšas |

|                 |           |                                 |
| Hadj Moussa 81’ | Marcatori | 45+2’, 58’ K. Konaté 86’ Guindo |

| Arbitro: | Petrescu |

|                                      |           |                                        |
| Haaland 44’ (rig.), 53’ Gündoğan 50’ | Marcatori | 75’ Hadj Moussa 82’ Giménez 89’ Hancko |

| Arbitro: | Stieler |

|                                                   |           |                                |
| Trauner 8’ Paixão 10’ Hadj Moussa 30’ Giménez 63’ | Marcatori | 43’ Rrahmani 79’ (aut.) Beelen |

| Arbitro: | Letexier |

|                                    |           |  |
| Giménez 21’, 45+9’ (rig.) Ueda 89’ | Marcatori |  |

| Arbitro: | Vinčić |

|                                                                                  |           |             |
| Sahraoui 4’ Trauner 38’ (aut.), 76’ (aut.) Angel Gomes 57’ David 74’ Cabella 80’ | Marcatori | 14’ Giménez |

#### Fase a eliminazione diretta

##### Spareggi
| Arbitro: | Sánchez Martínez |

|           |           |  |
| Paixão 3’ | Marcatori |  |

| Arbitro: | Marciniak |

|            |           |              |
| Giménez 1’ | Marcatori | 73’ Carranza |

##### Ottavi di finale
| Arbitro: | Eskås |

|  |           |                            |
|  | Marcatori | 38’ Thuram 50’ L. Martínez |

| Arbitro: | Kružliak |

|                                 |           |                  |
| Thuram 8’ Çalhanoğlu 51’ (rig.) | Marcatori | 42’ (rig.) Moder |

## Statistiche finali

### Statistiche totali
| Competizione         | Punti | In casa | In casa | In casa | In casa | In casa | In casa | In trasferta | In trasferta | In trasferta | In trasferta | In trasferta | In trasferta | Totale | Totale | Totale | Totale | Totale | Totale | DR  |
| Competizione         | Punti | G       | V       | N       | P       | Gf      | Gs      | G            | V            | N            | P            | Gf           | Gs           | G      | V      | N      | P      | Gf     | Gs     | DR  |
| -------------------- | ----- | ------- | ------- | ------- | ------- | ------- | ------- | ------------ | ------------ | ------------ | ------------ | ------------ | ------------ | ------ | ------ | ------ | ------ | ------ | ------ | --- |
| Eredivisie           | 68    | 17      | 11      | 3       | 3       | 38      | 18      | 17           | 9            | 5            | 3            | 38           | 20           | 34     | 20     | 8      | 6      | 76     | 38     | +38 |
| KNVB beker           | -     | -       | -       | -       | -       | -       | -       | 3            | 2            | 0            | 1            | 6            | 4            | 3      | 2      | 0      | 1      | 6      | 4      | +2  |
| Johan Cruijff Schaal | -     | -       | -       | -       | -       | -       | -       | 1            | 0            | 1            | 0            | 4            | 4            | 1      | 0      | 1      | 0      | 4      | 4      | 0   |
| Champions League     | 13    | 6       | 3       | 0       | 3       | 9       | 11      | 6            | 2            | 2            | 2            | 12           | 15           | 12     | 5      | 2      | 5      | 21     | 26     | -5  |
| Totale               | -     | 23      | 14      | 3       | 6       | 47      | 29      | 27           | 13           | 8            | 6            | 60           | 43           | 50     | 27     | 11     | 12     | 107    | 72     | +35 |

### Andamento in campionato
| Giornata  | 1 | 2 | 3 | 4  | 5 | 6 | 7 | 8 | 9 | 10 | 11 | 12 | 13 | 14 | 15 | 16 | 17 | 18 | 19 | 20 | 21 | 22 | 23 | 24 | 25 | 26 | 27 | 28 | 29 | 30 | 31 | 32 | 33 | 34 |
| --------- | - | - | - | -- | - | - | - | - | - | -- | -- | -- | -- | -- | -- | -- | -- | -- | -- | -- | -- | -- | -- | -- | -- | -- | -- | -- | -- | -- | -- | -- | -- | -- |
| Luogo     | C | T | T | C  | T | C | T | C | T | T  | C  | T  | C  | C  | T  | C  | T  | C  | T  | C  | T  | C  | T  | C  | T  | T  | C  | T  | T  | C  | T  | C  | C  | T  |
| Risultato | N | V | N | P  | N | V | N | V | V | V  | V  | V  | V  | N  | V  | V  | P  | P  | N  | V  | P  | V  | N  | N  | V  | V  | V  | V  | V  | V  | V  | P  | V  | P  |
| Posizione | 8 | 5 | 8 | 10 | 8 | 5 | 6 | 6 | 5 | 4  | 4  | 4  | 4  | 4  | 4  | 4  | 4  | 4  | 4  | 4  | 5  | 5  | 3  | 4  | 4  | 3  | 3  | 3  | 3  | 3  | 3  | 3  | 3  | 3  |

Legenda:

Luogo: C = Casa; T = Trasferta. Risultato: V = Vittoria; N = Pareggio; P = Sconfitta.

### Andamento in Champions League
| Giornata  | 1  | 2  | 3  | 4  | 5  | 6  | 7  | 8  |
| --------- | -- | -- | -- | -- | -- | -- | -- | -- |
| Luogo     | C  | T  | T  | C  | T  | C  | C  | T  |
| Risultato | P  | V  | V  | P  | N  | V  | V  | P  |
| Posizione | 35 | 22 | 16 | 21 | 21 | 19 | 11 | 19 |

Legenda:

Luogo: C = Casa; T = Trasferta. Risultato: V = Vittoria; N = Pareggio; P = Sconfitta.

### Statistiche individuali
| Giocatore        | Eredivisie | Eredivisie | Eredivisie  | Eredivisie | KNVB beker | KNVB beker | KNVB beker  | KNVB beker | Supercoppa olandese | Supercoppa olandese | Supercoppa olandese | Supercoppa olandese | Champions League | Champions League | Champions League | Champions League | Totale   | Totale | Totale      | Totale     |
| Giocatore        | Presenze   | Reti       | Ammonizioni | Espulsioni | Presenze   | Reti       | Ammonizioni | Espulsioni | Presenze            | Reti                | Ammonizioni         | Espulsioni          | Presenze         | Reti             | Ammonizioni      | Espulsioni       | Presenze | Reti   | Ammonizioni | Espulsioni |
| ---------------- | ---------- | ---------- | ----------- | ---------- | ---------- | ---------- | ----------- | ---------- | ------------------- | ------------------- | ------------------- | ------------------- | ---------------- | ---------------- | ---------------- | ---------------- | -------- | ------ | ----------- | ---------- |
| P. Andreev       | 1          | -2         | 0           | 0          | 0          | -0         | 0           | 0          | 0                   | 0                   | 0                   | 0                   | 0                | -0               | 0                | 0                | 1        | -2     | 0           | 0          |
| T. Beelen        | 24         | 1          | 1           | 0          | 3          | 0          | 0           | 0          | 1                   | 0                   | 0                   | 0                   | 12               | 0                | 0                | 0                | 40       | 1      | 1           | 0          |
| J. Bijlow        | 4          | -8         | 0           | 0          | 2          | -2         | 0           | 0          | 0                   | 0                   | 0                   | 0                   | 2                | -1               | 0                | 0                | 8        | -11    | 0           | 0          |
| H. Bueno         | 20         | 0          | 1           | 0          | 1          | 0          | 0           | 0          | 0                   | 0                   | 0                   | 0                   | 9                | 0                | 1                | 0                | 30       | 0      | 2           | 0          |
| J. Carranza      | 20         | 3          | 0           | 0          | 2          | 0          | 1           | 0          | 0                   | 0                   | 0                   | 0                   | 7                | 1                | 1                | 0                | 29       | 4      | 2           | 0          |
| S. Carrillo      | 3          | 0          | 0           | 0          | 0          | 0          | 0           | 0          | 0                   | 0                   | 0                   | 0                   | 0                | 0                | 0                | 0                | 3        | 0      | 0           | 0          |
| L. Geertruida    | 3          | 0          | 0           | 0          | 0          | 0          | 0           | 0          | 1                   | 0                   | 0                   | 0                   | 0                | 0                | 0                | 0                | 4        | 0      | 0           | 0          |
| D. Giersthove    | 1          | 0          | 0           | 0          | 0          | 0          | 0           | 0          | 0                   | 0                   | 0                   | 0                   | 0                | 0                | 0                | 0                | 1        | 0      | 0           | 0          |
| S. Giménez       | 11         | 7          | 1           | 0          | 2          | 2          | 0           | 0          | 1                   | 2                   | 1                   | 0                   | 5                | 5                | 1                | 0                | 19       | 16     | 3           | 0          |
| F. González      | 6          | 0          | 0           | 0          | 2          | 0          | 0           | 0          | 0                   | 0                   | 0                   | 0                   | 2                | 0                | 0                | 0                | 10       | 0      | 0           | 0          |
| A. Hadj Moussa   | 30         | 8          | 3           | 0          | 2          | 0          | 0           | 0          | 0                   | 0                   | 0                   | 0                   | 10               | 3                | 0                | 0                | 42       | 11     | 3           | 0          |
| D. Hancko        | 32         | 2          | 4           | 0          | 2          | 0          | 0           | 0          | 1                   | 0                   | 0                   | 0                   | 12               | 1                | 1                | 0                | 47       | 3      | 5           | 0          |
| I-b. Hwang       | 21         | 3          | 5           | 0          | 2          | 0          | 0           | 0          | 0                   | 0                   | 0                   | 0                   | 8                | 0                | 1                | 0                | 31       | 3      | 6           | 0          |
| Q. Hartman       | 12         | 0          | 0           | 0          | 0          | 0          | 0           | 0          | 0                   | 0                   | 0                   | 0                   | 0                | 0                | 0                | 0                | 12       | 0      | 0           | 0          |
| L. Ivanušec      | 12         | 1          | 0           | 0          | 3          | 0          | 0           | 0          | 1                   | 0                   | 0                   | 0                   | 4                | 0                | 0                | 0                | 20       | 1      | 0           | 0          |
| N. Kasanwirjo    | 2          | 0          | 0           | 0          | 0          | 0          | 0           | 0          | 0                   | 0                   | 0                   | 0                   | 0                | 0                | 0                | 0                | 2        | 0      | 0           | 0          |
| O. Lingr         | 0          | 0          | 0           | 0          | 0          | 0          | 0           | 0          | 1                   | 0                   | 0                   | 0                   | 0                | 0                | 0                | 0                | 1        | 0      | 0           | 0          |
| J. Lotomba       | 6          | 1          | 0           | 0          | 0          | 0          | 0           | 0          | 0                   | 0                   | 0                   | 0                   | 5                | 0                | 0                | 0                | 11       | 1      | 0           | 0          |
| M. López         | 1          | 0          | 0           | 0          | 0          | 0          | 0           | 0          | 1                   | 0                   | 0                   | 0                   | 0                | 0                | 0                | 0                | 2        | 0      | 0           | 0          |
| A. Milambo       | 29         | 3          | 2           | 0          | 3          | 0          | 0           | 0          | 1                   | 0                   | 0                   | 0                   | 9                | 3                | 1                | 0                | 42       | 6      | 3           | 0          |
| J. Mitchell      | 1          | 0          | 0           | 0          | 1          | 0          | 0           | 0          | 0                   | 0                   | 0                   | 0                   | 7                | 0                | 1                | 0                | 9        | 0      | 1           | 0          |
| J. Moder         | 14         | 3          | 1           | 0          | 1          | 0          | 0           | 0          | 0                   | 0                   | 0                   | 0                   | 4                | 1                | 1                | 0                | 19       | 4      | 2           | 0          |
| C.-K. Nadje      | 8          | 0          | 1           | 0          | 2          | 0          | 0           | 0          | 0                   | 0                   | 0                   | 0                   | 3                | 0                | 0                | 1                | 13       | 0      | 1           | 1          |
| B. Nieuwkoop     | 10         | 0          | 2           | 0          | 0          | 0          | 0           | 0          | 1                   | 1                   | 1                   | 0                   | 5                | 0                | 0                | 0                | 16       | 1      | 3           | 0          |
| I. Osman         | 22         | 3          | 2           | 0          | 3          | 1          | 0           | 0          | 0                   | 0                   | 0                   | 0                   | 7                | 0                | 3                | 0                | 32       | 4      | 5           | 0          |
| I. Paixão        | 34         | 16         | 0           | 0          | 1          | 0          | 0           | 0          | 1                   | 0                   | 1                   | 0                   | 11               | 2                | 0                | 0                | 47       | 18     | 1           | 0          |
| M. Pedersen      | 1          | 0          | 0           | 0          | 0          | 0          | 0           | 0          | 1                   | 0                   | 0                   | 0                   | 0                | 0                | 0                | 0                | 2        | 0      | 0           | 0          |
| J. Plug          | 1          | 0          | 0           | 0          | 0          | 0          | 0           | 0          | 0                   | 0                   | 0                   | 0                   | 0                | 0                | 0                | 0                | 1        | 0      | 0           | 0          |
| G. Read          | 26         | 2          | 2           | 1          | 3          | 1          | 0           | 0          | 1                   | 0                   | 0                   | 0                   | 3                | 0                | 0                | 1                | 33       | 3      | 2           | 2          |
| Z. Redmond       | 4          | 0          | 0           | 0          | 3          | 2          | 1           | 0          | 0                   | 0                   | 0                   | 0                   | 2                | 0                | 0                | 0                | 9        | 2      | 1           | 0          |
| A. Sliti         | 4          | 1          | 0           | 0          | 0          | 0          | 0           | 0          | 0                   | 0                   | 0                   | 0                   | 1                | 0                | 0                | 0                | 5        | 1      | 0           | 0          |
| G. Smal          | 24         | 0          | 0           | 0          | 2          | 0          | 1           | 0          | 0                   | 0                   | 0                   | 0                   | 11               | 0                | 2                | 0                | 37       | 0      | 3           | 0          |
| C. Stengs        | 12         | 1          | 1           | 0          | 0          | 0          | 0           | 0          | 1                   | 0                   | 0                   | 0                   | 3                | 0                | 0                | 0                | 16       | 1      | 1           | 0          |
| O. Targhalline   | 6          | 0          | 0           | 0          | 0          | 0          | 0           | 0          | 0                   | 0                   | 0                   | 0                   | 0                | 0                | 0                | 0                | 6        | 0      | 0           | 0          |
| Q. Timber        | 17         | 6          | 5           | 0          | 1          | 0          | 0           | 0          | 0                   | 0                   | 0                   | 0                   | 7                | 0                | 1                | 0                | 25       | 6      | 6           | 0          |
| G. Trauner       | 19         | 0          | 6           | 0          | 0          | 0          | 0           | 0          | 0                   | 0                   | 0                   | 0                   | 9                | 1                | 2                | 0                | 28       | 1      | 8           | 0          |
| A. Ueda          | 21         | 7          | 0           | 0          | 1          | 0          | 0           | 0          | 1                   | 0                   | 1                   | 0                   | 8                | 2                | 0                | 0                | 31       | 9      | 1           | 0          |
| T. Wellenreuther | 29         | -28        | 1           | 0          | 1          | -2         | 0           | 0          | 1                   | -4                  | 0                   | 0                   | 11               | -25              | 1                | 0                | 42       | -59    | 2           | 0          |
| S. Zand          | 2          | 0          | 0           | 0          | 0          | 0          | 0           | 0          | 0                   | 0                   | 0                   | 0                   | 0                | 0                | 0                | 0                | 2        | 0      | 0           | 0          |
| G. Zechiël       | 9          | 0          | 1           | 0          | 2          | 0          | 0           | 0          | 1                   | 0                   | 0                   | 0                   | 2                | 0                | 0                | 0                | 14       | 0      | 1           | 0          |
| R. Zerrouki      | 21         | 1          | 3           | 1          | 2          | 0          | 1           | 0          | 1                   | 0                   | 1                   | 0                   | 4                | 0                | 0                | 0                | 28       | 1      | 5           | 1          |